# Tiếng Chhattisgarh
Chhattisgarh (Devanagari:छत्तीसगढ़ी) là ngôn ngữ chính thức tại Ấn Độ và được xấp xỉ 11,5 triệu người sử dụng. Đây là một ngôn ngữ Ấn-Âu có nhiều từ vựng và hình thái ngôn ngữ học từ các nhóm ngôn ngữ Munda và Dravida. Tiếng Chhattisgarh được biết đến với tên Khaltahi trong những dân tộc miền núi xung quanh và tên Laria với những người nói tiếng Sambalpuri và Oriya.
Người nói tiếng Chhattisgarh tập trung tại bang Chhattisgarh và các khu vực lân cận thuuộc các bang Madhya Pradesh, Orissa, và Jharkhand.
Phong trào ngôn ngữ và văn hóa Chhattisgarhi khởi phát từ thập kỷ 1920, đã khẳng định văn hóa và ngôn ngữ Chhattisgarh có tính đồng nhất và tìm kiếm một quyền tự trị lớn hơn tại Ấn Độ. Điều này đã dẫn đến kết quả là vào năm 2000, 16 quận thuộc bang Madhya Pradesh đã trở thành bang mới Chhattisgarh.

## Phân loại
Chhattisgarh có quan hệ gần gũi nhất với tiếng Bagheli và Awadh, và các ngôn ngữ khác được phân loại thuộc nhóm Đông Trung tâm của Ngữ chi Indo-Arya, nhánh Ấn Độ của Ngữ hệ Ấn-Âu.
Theo chính phủ Ấn Độ, Chhattisgarh là một phương ngữ miền đông của tiếng Hindi, tuy vậy một số nhà ngôn ngữ học coi sự khác biệt đã đủ để Chhattisgarh trở thành một ngôn ngữ riêng biệt so với tiếng Hindi. Bản thân tiếng Chhattisgarh có một vài phương ngữ: Baighani, Bhulia, Binjhwari, Kalanga, Kavardi, Khairagarhi, Sadri Korwa, và Surgujia.

## Chữ viết
Chhattisgarh, giống như tiếng Hindi, sử dụng chữ Devanagari.